# 이세타

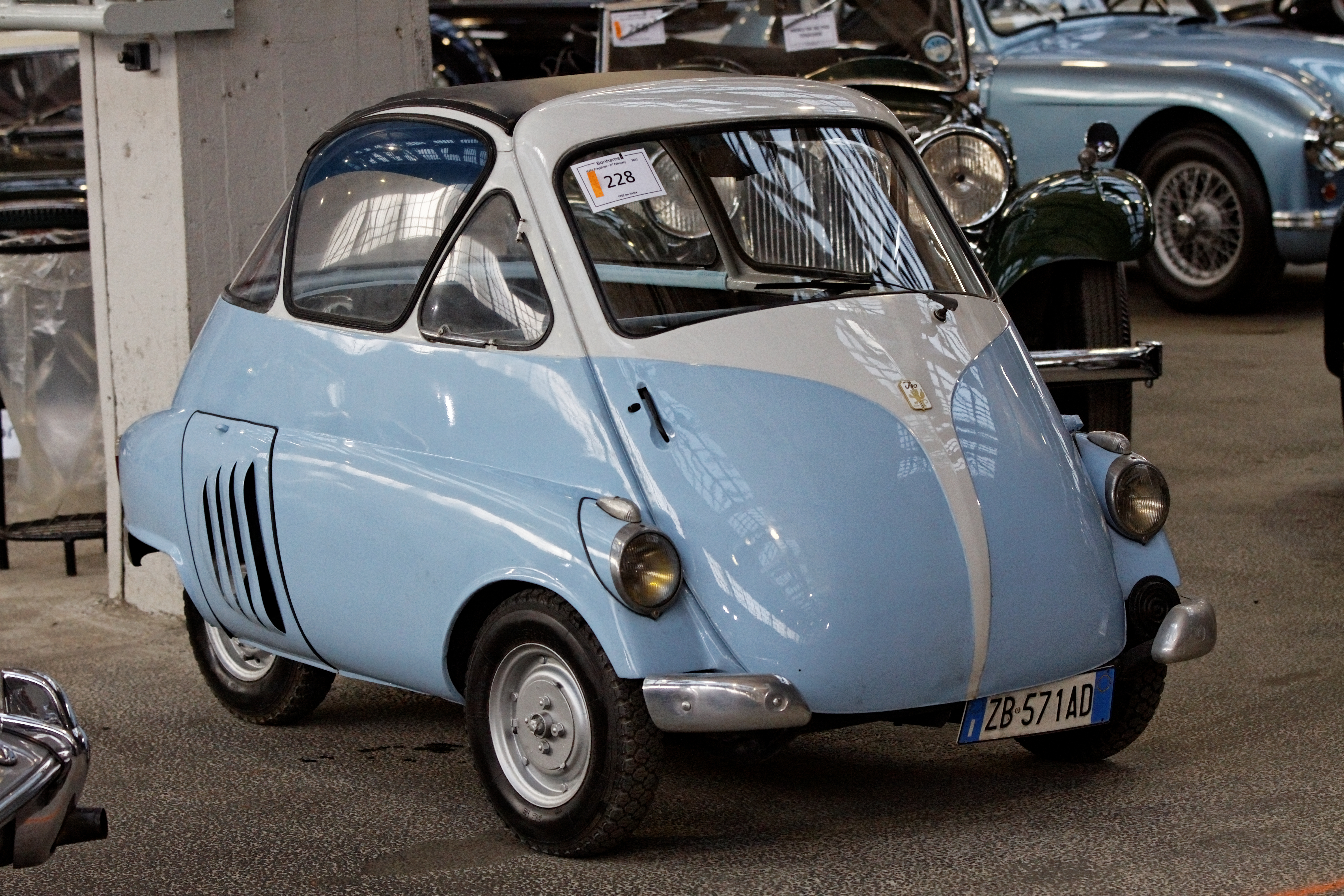
1953년형 이소 이세타.

이세타(이탈리아어: Isetta)는 이탈리아의 이소 리볼타에서 설계한 마이크로카다. 아르헨티나, 스페인, 벨기에, 프랑스, 브라질, 독일, 영국 등 다른 나라의 회사들에서도 라이센스 생산되었다.
1955년, 독일 BMW에서 생산된 이세타는 세계 최초로 100 킬로미터당 3 리터 연비를 달성한 양산차가 되었다. 총 161,728 대가 판매되어 1기통 자동차로서는 세계 최고의 판매고를 올렸다.